# 2. HMNL 2018./19.
Druga hrvatska malonogometna liga za sezonu 2018./19. Liga se sastojala od tri skupine "Istok", "Jug" i "Zapad", te je sudjelovalo 30 klubova. Prvaci skupina potom igraju kvalifikacije za 1. HMNL. 

## Ljestvice i rezultati

### Istok
Ljestvica
| poz.                                                            | klub                      | ut. | poz. | rem. | por. | gol+ | gol- | bod     |
| --------------------------------------------------------------- | ------------------------- | --- | ---- | ---- | ---- | ---- | ---- | ------- |
| 1.                                                              | Našice                    | 16  | 14   | 0    | 2    | 103  | 46   | 42      |
| 2.                                                              | Slatina                   | 16  | 12   | 2    | 2    | 86   | 52   | 38      |
| 3.                                                              | Aurelia Futsal Vinkovci   | 16  | 11   | 1    | 4    | 87   | 50   | 34      |
| 4.                                                              | Vinkovci                  | 16  | 8    | 2    | 6    | 77   | 75   | 25 (-1) |
| 5.                                                              | Autodijelovi Tokić Požega | 16  | 6    | 2    | 8    | 64   | 73   | 19 (-1) |
| 6.                                                              | Brod (Slavonski Brod)     | 16  | 5    | 3    | 8    | 53   | 70   | 17 (-1) |
| 7.                                                              | Urije Nova Gradiška       | 16  | 4    | 2    | 10   | 76   | 77   | 13 (-1) |
| 8.                                                              | Futsal Olimpijac Županja  | 16  | 3    | 0    | 13   | 55   | 136  | 9       |
| 9.                                                              | Bata Borovo Vukovar       | 9   | 2    | 0    | 7    | 38   | 46   | 5 (-1)  |
| 10.                                                             | Mala mljekara Valpovo     | 9   | 1    | 2    | 6    | 38   | 49   | 4 (-1)  |
|                                                                 |                           |     |      |      |      |      |      |         |
| "Bata Borovo" i "Mala mljekara" odustali u drugom dijelu sezone |                           |     |      |      |      |      |      |         |

 Izvori: 

 crofutsal.com, 2.HMNL - Istok 

 hns-cff.hr, 2. HMNL - Istok 

 hns-cff.hr, "Glasnik" br. 15 

 MNK "Vinkovci"

Rezultatska križaljka
| kratica | klub                      | ARF | ATDT     | BROD     | FUOL     | NAŠ   | SLA | VIN      | URI      | BATA     | MAM      |
| --- | ------------------------- | --- | -------- | -------- | -------- | ----- | --- | -------- | -------- | -------- | -------- |
| ARF | Aurelia Futsal Vinkovci   |     | 6:1      | 4:1      | 19:1     | 0:2   | 8:6 | 1:2      | 6:3      |          | 3:0 p.f. |
| ATDT | Autodijelovi Tokić Požega | 3:4 |          | 6:5      | 6:1      | 4:6   | 3:3 | 2:2      | 3:0 p.f. |          | 3:0 p.f. |
| BROD | Brod (Slavonski Brod)     | 3:3 | 3:0      |          | 7:2      | 3:8   | 2:7 | 1:5      | 3:3      | 3:0 p.f. | 4:3      |
| FUOL | Futsal Olimpijac Županja  | 6:9 | 3:18     | 3:8      |          | 3:12  | 1:6 |          | 3:0 p.f. | 8:6      |          |
| NAŠ | Našice                    | 6:1 | 5:2      | 7:1      | 6:3      |       | 9:0 | 9:1      | 3:0 p.f. |          | 8:4      |
| SLA | Slatina                   | 6:3 | 3:0 p.f. | 7:1      | 11:2     | 5:1   |     | 3:0 p.f. | 6:5      | 7:4      | 3:0 p.f. |
| VIN | Vinkovci                  | 4:9 | 3:4      | 3:0 p.f. | 9:5, 7:6 | 14:12 | 2:4 |          | 10:6     | 8:1      | 4:4      |
| URI | Urije Nova Gradiška       | 3:5 | 12:2     | 6:6      | 3:5      | 2:4   | 6:7 | 9:8      |          | 11:2     | 7:4      |
| BATA | Bata Borovo Vukovar       | 2:5 | 11:3     | 3:5      | 0:3 p.f. | 3:5   | 0:0 | 0:3 p.f. |          |          |          |
| MAM | Mala mljekara Valpovo     | 1:4 | 6:7      |          | 9:3      | 5:11  | 5:5 | 0:0      | 8:6      | 2:7      |          |
| |                           |     |          |          |          |       |     |          |          |          |          |
| podebljan rezultat - igrano u prvom dijelu lige (1. – 9. kolo) rezultat normalne debljine - igrano u drugom dijelu lige (10. – 18. kolo) prekrižen rezultat - poništena ili brisana utakmica |                           |     |          |          |          |       |     |          |          |          |          |

 Izvori: 

### Jug
Ljestvica 
| poz. | klub                      | ut. | poz. | rem. | por. | gol+ | gol- | bod |
| ---- | ------------------------- | --- | ---- | ---- | ---- | ---- | ---- | --- |
| 1.   | Olmissum Omiš             | 22  | 18   | 3    | 1    | 106  | 36   | 57  |
| 2.   | Heroji 2007 Vodice        | 22  | 14   | 3    | 5    | 108  | 78   | 45  |
| 3.   | Jezera                    | 22  | 12   | 3    | 7    | 101  | 87   | 39  |
| 4.   | Torcida Split             | 22  | 11   | 3    | 8    | 81   | 77   | 36  |
| 5.   | Šibenik 1983              | 22  | 11   | 3    | 8    | 84   | 84   | 36  |
| 6.   | Kijevo Knin               | 22  | 11   | 0    | 11   | 101  | 92   | 33  |
| 7.   | Murter                    | 22  | 9    | 4    | 9    | 95   | 82   | 31  |
| 8.   | Mejaši Split              | 22  | 7    | 3    | 12   | 91   | 112  | 24  |
| 9.   | Hajduk Split              | 22  | 8    | 0    | 14   | 88   | 114  | 24  |
| 10.  | Trogir                    | 22  | 6    | 3    | 13   | 105  | 109  | 21  |
| 11.  | Konoba Tomić Gornji Humac | 22  | 6    | 3    | 13   | 91   | 136  | 21  |
| 12.  | Genius Split              | 22  | 4    | 2    | 16   | 70   | 114  | 14  |

 Izvori: 

 crofutsal.com, 2.HMNL - Jug 

 hns-cff.hr, 2. HMNL - Jug 

 hns-cff.hr, "Glasnik" br. 22  

Rezultatska križaljka
| kratica | klub                      | GEN | HAJ | HER  | JEZ | KIJ | KOT  | MEJ  | MUR | OLM | ŠIB | TOR  | TRO |
| --- | ------------------------- | --- | --- | ---- | --- | --- | ---- | ---- | --- | --- | --- | ---- | --- |
| GEN | Genius Split              |     | 5:2 | 2:4  | 1:5 | 3:7 | 6:6  | 4:9  | 3:0 | 0:5 | 4:5 | 2:5  | 4:7 |
| HAJ | Hajduk Split              | 8:3 |     | 4:8  | 6:3 | 4:3 | 2:6  | 4:9  | 7:4 | 1:2 | 0:4 | 10:4 | 4:3 |
| HER | Heroji 2007 Vodice        | 7:3 | 7:4 |      | 1:6 | 6:3 | 5:4  | 2:2  | 6:6 | 3:5 | 2:2 | 6:2  | 9:6 |
| JEZ | Jezera                    | 3:2 | 6:2 | 0:6  |     | 6:1 | 6:6  | 7:5  | 5:3 | 1:1 | 9:3 | 6:3  | 8:6 |
| KIJ | Kijevo Knin               | 7:2 | 4:3 | 4:1  | 6:2 |     | 11:2 | 6:2  | 5:8 | 0:6 | 6:2 | 6:3  | 7:4 |
| KOT | Konoba Tomić Gornji Humac | 6:6 | 7:4 | 5:10 | 4:9 | 5:4 |      | 5:7  | 5:4 | 1:2 | 8:2 | 4:6  | 4:6 |
| MEJ | Mejaši Split              | 5:3 | 6:8 | 5:11 | 5:2 | 2:5 | 2:4  |      | 3:3 | 3:7 | 1:4 | 5:2  | 4:4 |
| MUR | Murter                    | 8:1 | 7:1 | 3:5  | 3:2 | 8:3 | 6:2  | 8:4  |     | 1:4 | 8:3 | 0:0  | 3:3 |
| OLM | Olmissum Omiš             | 7:2 | 6:2 | 2:3  | 9:2 | 5:3 | 8:0  | 10:1 | 6:1 |     | 2:2 | 2:2  | 4:3 |
| ŠIB | Šibenik 1983              | 2:5 | 3:4 | 2:0  | 7:5 | 8:3 | 8:2  | 4:3  | 6:4 | 3:5 |     | 1:2  | 6:6 |
| TOR | Torcida Split             | 6:2 | 5:4 | 5:1  | 3:3 | 1:0 | 8:4  | 5:3  | 6:4 | 0:2 | 3:4 |      | 4:7 |
| TRO | Trogir                    | 0:7 | 9:4 | 3:5  | 4:5 | 9:7 | 14:1 | 4:5  | 2:3 | 2:6 | 2:3 | 1:6  |     |
| |                           |     |     |      |     |     |      |      |     |     |     |      |     |
| podebljan rezultat - igrano u prvom dijelu lige (1. – 11. kolo) rezultat normalne debljine - igrano u drugom dijelu lige (12. – 22. kolo) prekrižen rezultat - poništena ili brisana utakmica |                           |     |     |      |     |     |      |      |     |     |     |      |     |

 Izvori: 

### Zapad
Ljestvica 
| poz. | klub                   | ut. | poz. | rem. | por. | gol+ | gol- | bod     |
| ---- | ---------------------- | --- | ---- | ---- | ---- | ---- | ---- | ------- |
| 1.   | Futsal Pula            | 14  | 11   | 3    | 0    | 79   | 25   | 36      |
| 2.   | Novi Marof             | 14  | 8    | 2    | 4    | 58   | 50   | 26      |
| 3.   | Bjelovar               | 14  | 7    | 3    | 4    | 71   | 56   | 24      |
| 4.   | Otočac                 | 14  | 6    | 4    | 4    | 51   | 41   | 22      |
| 5.   | Petrinjčica (Petrinja) | 14  | 5    | 4    | 5    | 45   | 45   | 18 (-1) |
| 6.   | Rab                    | 14  | 4    | 1    | 9    | 45   | 77   | 12 (-1) |
| 7.   | Siscia (Sisak)         | 14  | 2    | 3    | 9    | 40   | 65   | 9       |
| 8.   | Zagreb 92              | 14  | 2    | 2    | 10   | 37   | 77   | 7 (-1)  |

 Izvori: 

 crofutsal.com, 2.HMNL - Zapad 

 hns-cff.hr, 2. HMNL - Zapad 

 hns-cff.hr, "Glasnik" br. 14 

Rezultatska križaljka
| kratica | klub                   | BJE | FPU | NOM      | OTO | PET      | RAB      | SIS  | ZAG |
| --- | ---------------------- | --- | --- | -------- | --- | -------- | -------- | ---- | --- |
| BJE | Bjelovar               |     | 2:7 | 7:4      | 7:7 | 6:2      | 7:4      | 11:1 | 7:2 |
| FPU | Futsal Pula            | 8:2 |     | 6:1      | 3:2 | 5:1      | 14:2     | 6:0  | 7:1 |
| NOM | Novi Marof             | 2:1 | 5:5 |          | 6:3 | 7:3      | 3:0 p.f. | 6:3  | 4:4 |
| OTO | Otočac                 | 1:5 | 1:1 | 6:2      |     | 3:0 p.f. | 10:1     | 6:1  | 3:1 |
| PET | Petrinjčica (Petrinja) | 5:5 | 3:3 | 5:3      | 4:4 |          | 3:1      | 3:0  | 6:0 |
| RAB | Rab                    | 7:4 | 3:7 | 5:8      | 2:2 | 4:1      |          | 5:0  | 8:3 |
| SIS | Siscia (Sisak)         | 4:4 | 0:4 | 2:4      | 1:2 | 3:3      | 11:1     |      | 6:6 |
| ZAG | Zagreb 92              | 2:3 | 2:3 | 0:3 p.f. | 7:1 | 1:6      | 4:2      | 4:8  |     |
| |                        |     |     |          |     |          |          |      |     |
| podebljan rezultat - igrano u prvom dijelu lige (1. – 7. kolo) rezultat normalne debljine - igrano u drugom dijelu lige (8. – 14. kolo) prekrižen rezultat - poništena ili brisana utakmica |                        |     |     |          |     |          |          |      |     |

 Izvori: 

### Kvalifikacije za 1. HMNL
Ljestvica
| poz. | klub          | ut. | poz. | rem. | por. | gol+ | gol- | bod |
| ---- | ------------- | --- | ---- | ---- | ---- | ---- | ---- | --- |
| 1.   | Olmissum Omiš | 4   | 3    | 1    | 0    | 18   | 7    | 10  |
| 2.   | Futsal Pula   | 4   | 1    | 1    | 2    | 13   | 13   | 4   |
| 3.   | Našice        | 4   | 1    | 0    | 3    | 9    | 20   | 3   |

 Izvori: 

 hns-cff.hr, 2. HMNL

Rezultatska križaaljka
| kratica | klub          | FPU | NAŠ | OLM |
| --- | ------------- | --- | --- | --- |
| FPU | Futsal Pula   |     | 6:2 | 4:4 |
| NAŠ | Našice        | 5:2 |     | 1:5 |
| OLM | Olmissum Omiš | 2:1 | 7:1 |     |
| |               |     |     |     |
| podebljan rezultat - igrano u prvom dijelu lige (1. – 3. kolo) rezultat normalne debljine - igrano u drugom dijelu lige (4. – 6. kolo) prekrižen rezultat - poništena ili brisana utakmica |               |     |     |     |

 Izvori: 

## Unutrašnje poveznice
- Druga hrvatska malonogometna liga
- Prva hrvatska malonogometna liga 2018./19.
- Hrvatski malonogometni kup 2018./19.
- Hrvatski malonogometni kup – regija Istok 2018./19.
- Hrvatski malonogometni kup – regija Jug 2018./19.
- Hrvatski malonogometni kup – regija Zapad 2018./19.

## Vanjske poveznice
- hns-cff.hr, Hrvatski nogometni savez
- crofutsal.com
- hrfutsal.net  Arhivirana inačica izvorne stranice od 6. rujna 2019. (Wayback Machine)